# Ruschioideae
Ruschioideae, és una subfamília de plantes suculentes que pertany a la família de les Aizoaceae i té les següents tribus:

## Tribus
- Apatesieae
- Dorotheantheae
- Ruschieae